# Tarambola-cinzenta

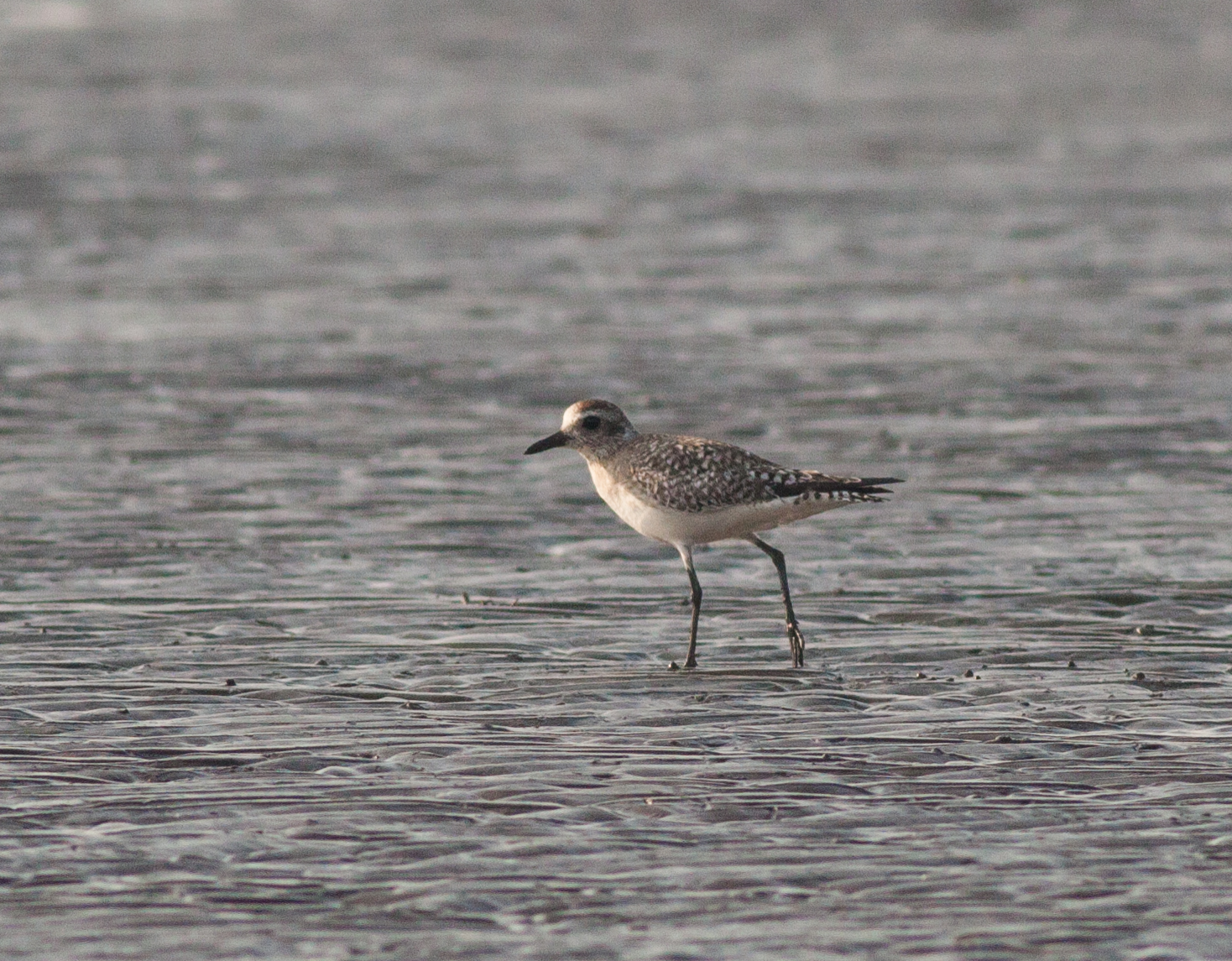
Tarambola-cinzenta em plumagem não reprodutora de Arnala, Virar, Maharashtra, Índia, em fevereiro de 2016

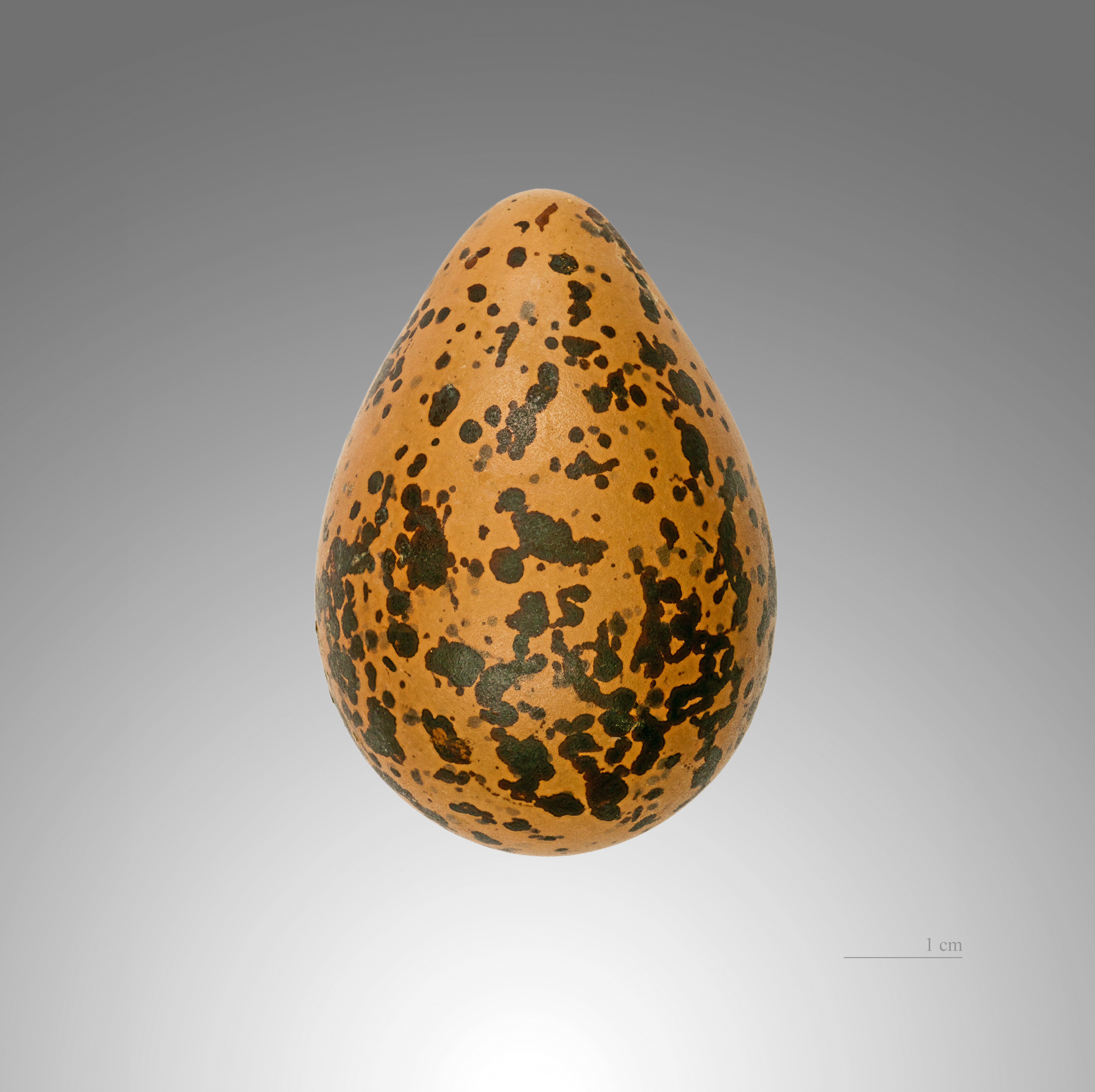
Pluvialis squatarola - MHNT

A tarambola-cinzenta ou batuiruçu-de-axila-preta (Pluvialis squatarola) é uma ave limícola pertencente à ordem Charadriiformes.
Caracteriza-se pela sua plumagem malhada, de tons predominantemente acinzentados. No entanto, tem duas plumagens distintas, uma de Inverno e outra de Verão. “A primeira, menos exuberante, é sobretudo caracterizada por um padrão escamado no dorso e asas, e ventre e peito mais pálidos. No Verão, a plumagem é mais vistosa, apresentando uma máscara preta que se estende pela garganta, peito e abdómen, e que contrasta fortemente com os flancos brancos, e a malha branco-preta no dorso e asas.”
Em Portugal ocorre como migradora de passagem e invernante, que pode ser observada junto ao litoral, perto de sapais e estuários.
É uma ave que passa o Inverno em Portugal, vinda da tundra ártica da Eurásia e da América do Norte, onde nidifica.

## Hábitos
Frequenta a tundra ártica e regiões de campos, ocupando também regiões de praias e do litoral.
A subespécie P. s. cynosure nidifica na região ártica do Alasca e Canadá e migra para a América do Sul, onde pode ser encontrado de setembro a maio nas costas leste e oeste.

## Subespécies
São reconhecidas três subespécies:
- Pluvialis squatarola squatarola (Linnaeus, 1758) – ocorre no extremo nordeste da Europa (Península Kanin), norte da Ásia (exceto a ilha de Wrangel na Sibéria) até o noroeste da América do Norte; no inverno migra para a região costeira do oeste e sul da Europa, sul da África, sul da Ásia, Indonésia e Austrália; raro na Nova Zelândia.
- Pluvialis squatarola tomkovichi (Engelmoer e Roselaar, 1998) – ocorre na ilha de Wrangel na costa da Sibéria;
- Pluvialis squatarola cynosurae (Thayer e Bangs, 1914) – ocorre na costas e nas ilhas da região ártica do Canadá; no inverno é encontrado ao longo das costas da América do Norte até a América do Sul.